# Le Cochon danseur
Le Cochon danseur (auch:  Das tanzende Schwein und The Dancing Pig) ist ein französischer Kurz-Stummfilm aus dem Jahr 1907. Es ist nur wenig über den Film bekannt. Die grotesk wirkende Darstellung eines tanzenden Schweins wurde nach 2000 ein Internetphänomen.

## Handlung
Eine junge Frau möchte ein Picknick genießen. Ein großes, anthropomorphes Schwein in Frack unterbricht sie beim picknicken und bettelt um Essen. Die Frau stupst ihn weg, doch das Schwein lässt nicht locker. Nun versucht er sie anzugraben. Die Frau wirft zunächst ihre Handtasche nach ihm und reißt ihm die Kleider vom Leib. Dadurch blamiert sie ihn. Anschließend tanzen die beiden. Am Ende verschwindet die Frau und das Schwein kommt alleine hinaus. Nach einem weiteren Tanz lässt es seine Zunge kreisen, lacht und entblößt scharfe Reißzähne.

## Hintergrund
Über die Entstehung des Kurzfilms ist wenig bekannt. Auch die Namen der Mitwirkenden sind unbekannt. Der Film wurde von Pathé in Frankreich produziert und basiert vermutlich auf einem Jahrmarktstück. Über die Bedeutung der letzten Szene wurde viel spekuliert, vermutlich handelte es sich um eine Art Making-Of-Sequenz, die die Mechanik und Beweglichkeit der Gesichtszüge demonstrieren sollte.
Teile des Films wurden in der 1936 veröffentlichten Kompilation Lachen von dunnemals verwendet.

## Rezeption
Insbesondere die letzten 20 Sekunden wurden ab etwa 2004 in der Internetgemeinschaft diskutiert und fanden ihre Verbreitung über verschiedene Memes im GIF- und Video-Format. Auch das Ursprungsvideo wurde bearbeitet. Ebenfalls wurde das Material Gegenstand einer Creepypasta.

## Weblink
- Le Cochon danseur bei IMDb